# E53号線
E53号線 (E53ごうせん、英: European route E53)は 欧州自動車道路のAクラス幹線道路。
チェコのプルゼニを基点にバイエリシュ・アイゼンシュタイン、デッゲンドルフを経由し、ドイツのミュンヘンまでを結ぶ。

## 経路
- チェコ
  - E49号線,E50号線 - プルゼニ
- ドイツ
  - バイエリシュ・アイゼンシュタイン
  - デッゲンドルフ
  - E45号線,E52号線,E54号線,E533号線,E552号線 - ミュンヘン